# Carro attrezzi

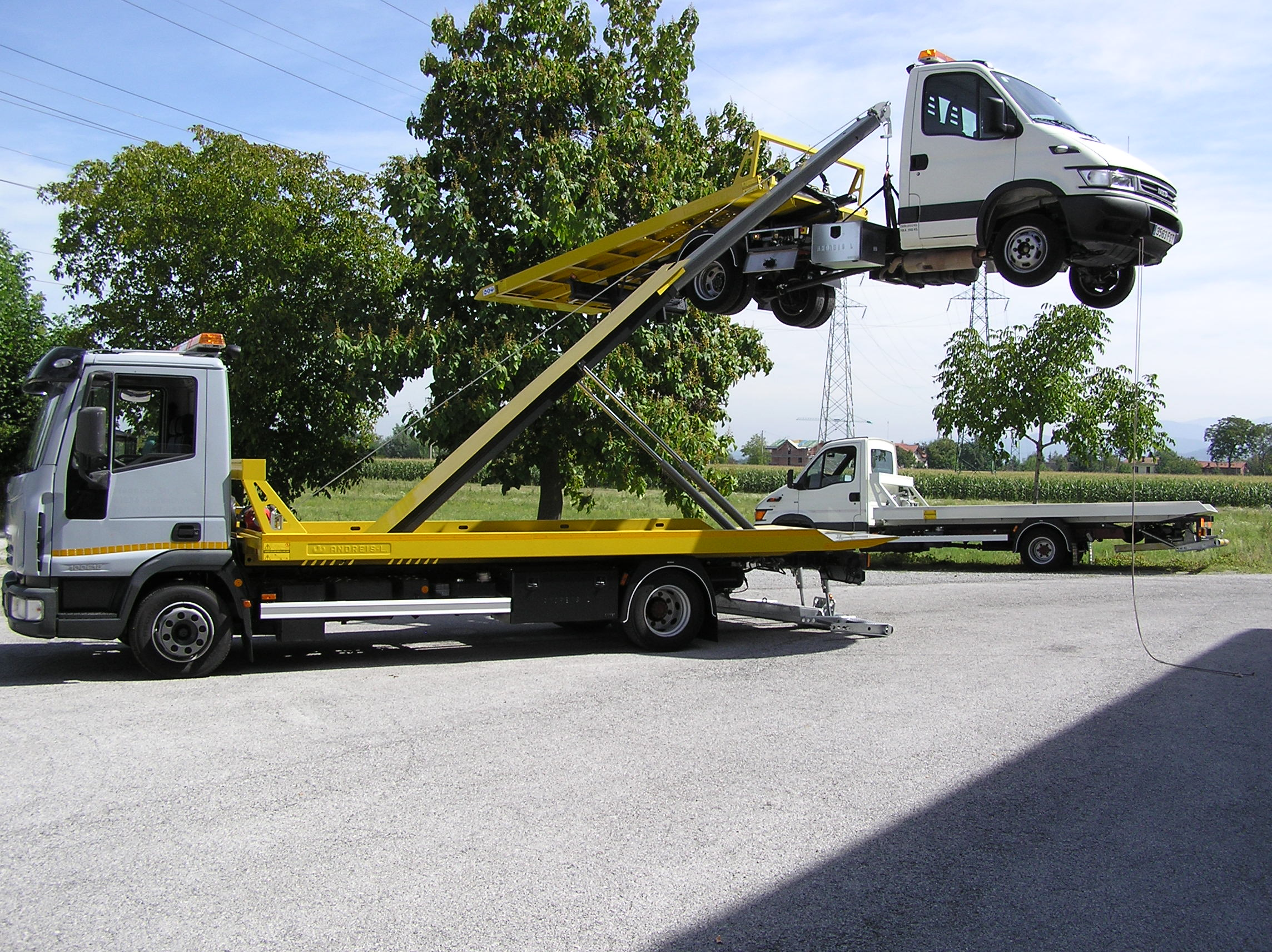
Carri attrezzi impegnati nelle prove di carico prima di lasciare la fabbrica

Un carro attrezzi è un veicolo adibito a prestare aiuto ad altri mezzi a motore in difficoltà tecniche e al loro eventuale trasferimento da un luogo a un altro (solitamente un'officina di riparazione) oppure al recupero di veicoli che sono usciti fuori di strada in luoghi poco accessibili, generalmente a seguito di un incidente stradale. 

## Storia
Il carro attrezzi è stato inventato nel 1916 da Ernest Holmes, Sr., di Chattanooga, Tennessee. Era un meccanico che ebbe l'ispirazione per creare l'invenzione dopo essere stato costretto a tirare fuori una macchina da un torrente utilizzando blocchi, corde, e sei uomini.

## Tipi di carri attrezzi
- Bilancino: è costituito da un braccio che si divide in due estremità dalle quali pendono due funi che a loro volta sorreggono due travi parallele alle quali vengono fissate le ruote anteriori o posteriori del veicolo trainato; in questo tipo di carro attrezzi il veicolo trainato ha comunque due ruote che scorrono sulla strada. Generalmente è utilizzato per la rimozione forzata dei veicoli.

- Pianale: in questo tipo di carro attrezzi il veicolo in panne viene caricato sopra il pianale del carro attrezzi tramite un verricello. Questo tipo è principalmente utilizzato per il soccorso stradale. I modelli più grandi, spesso, sono dotati di una piccola gru utilizzata per il recupero di veicoli in zone impervie ove la rimozione «classica» è difficoltosa o impossibile.

## Galleria d'immagini

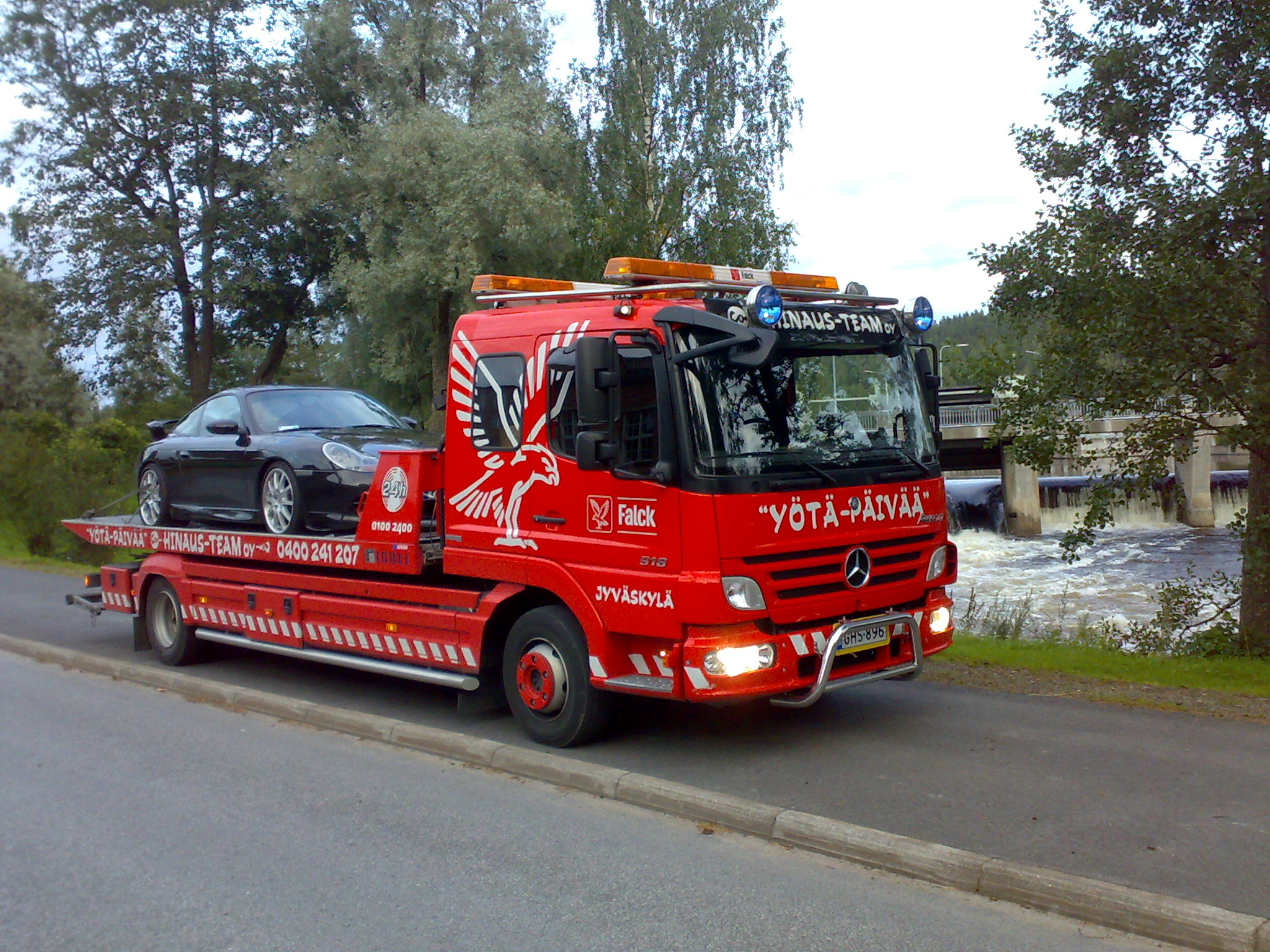
Un carro attrezzi in servizio a Jyväskylä, in Finlandia
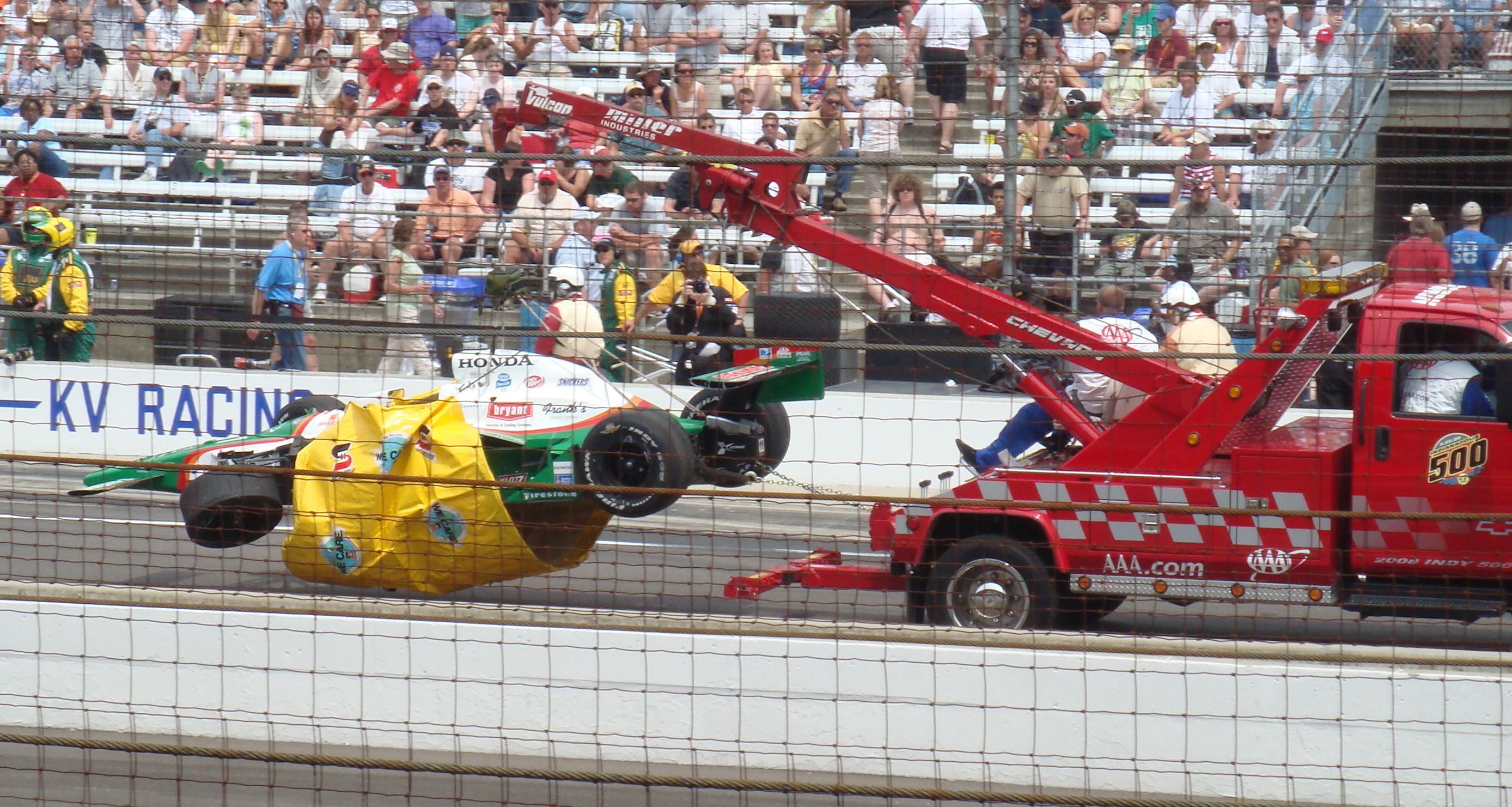
Un carro attrezzi al servizio sulla pista di Indianapolis
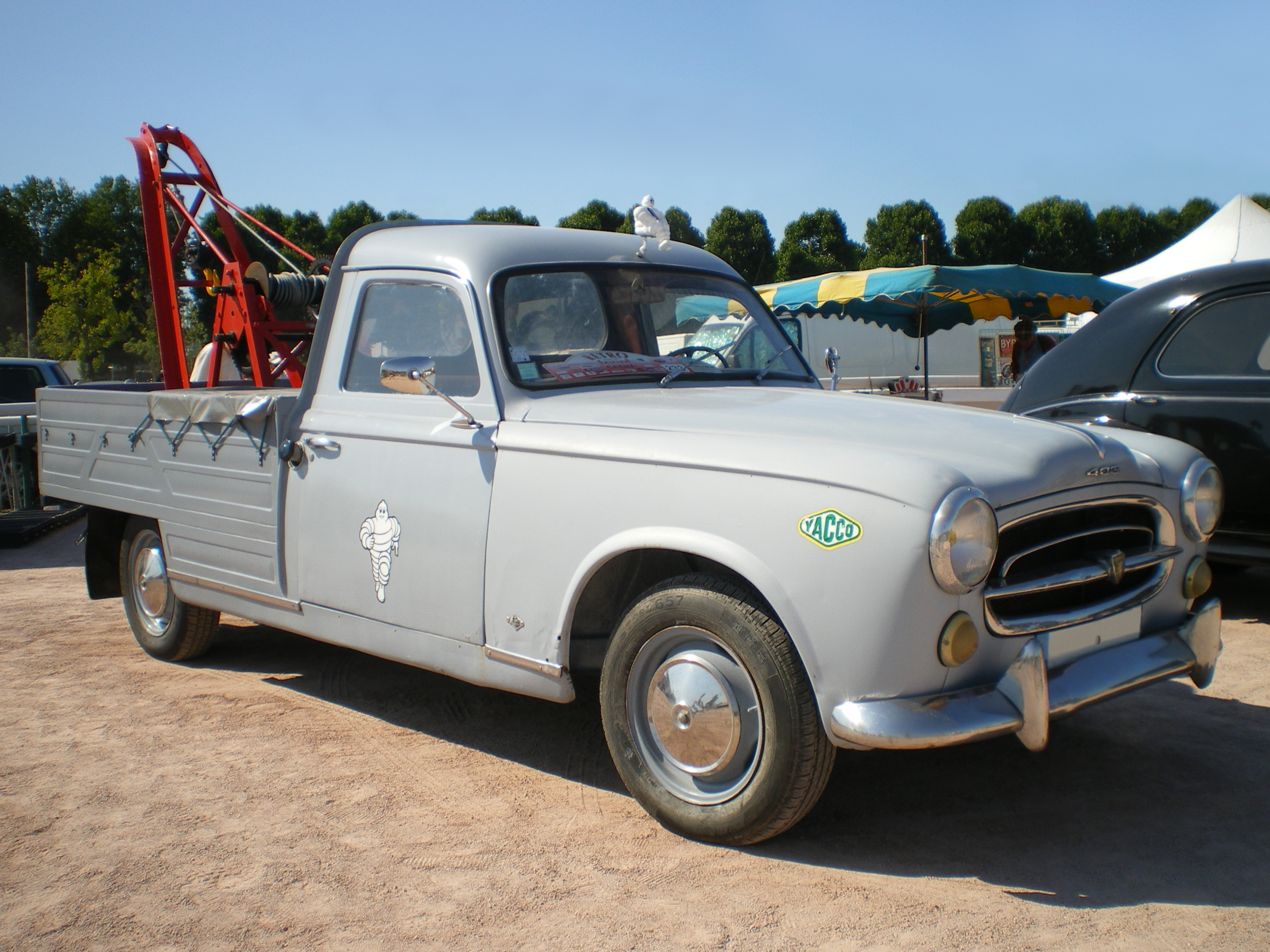
Un modello Peugeot 403 pick-up
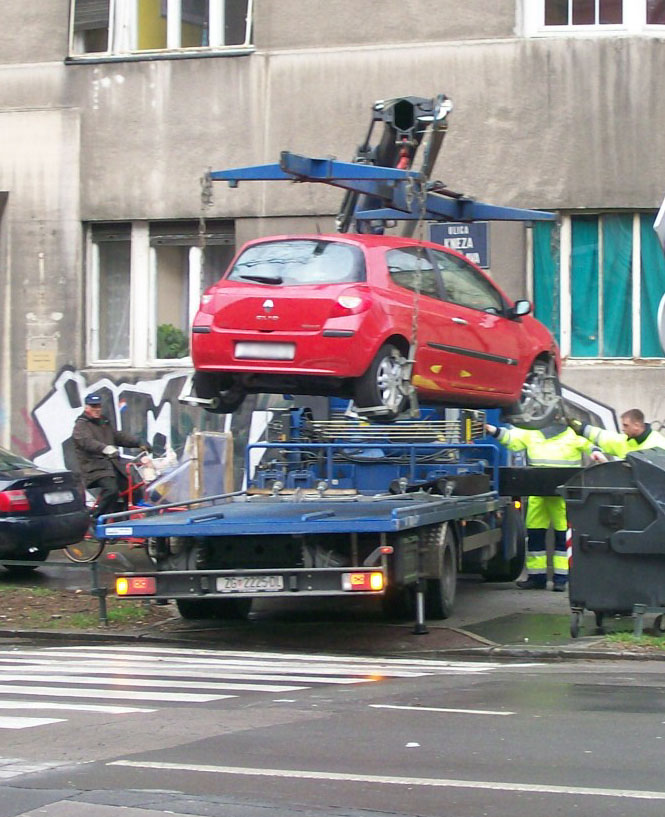
Un carro attrezzi con bilancino
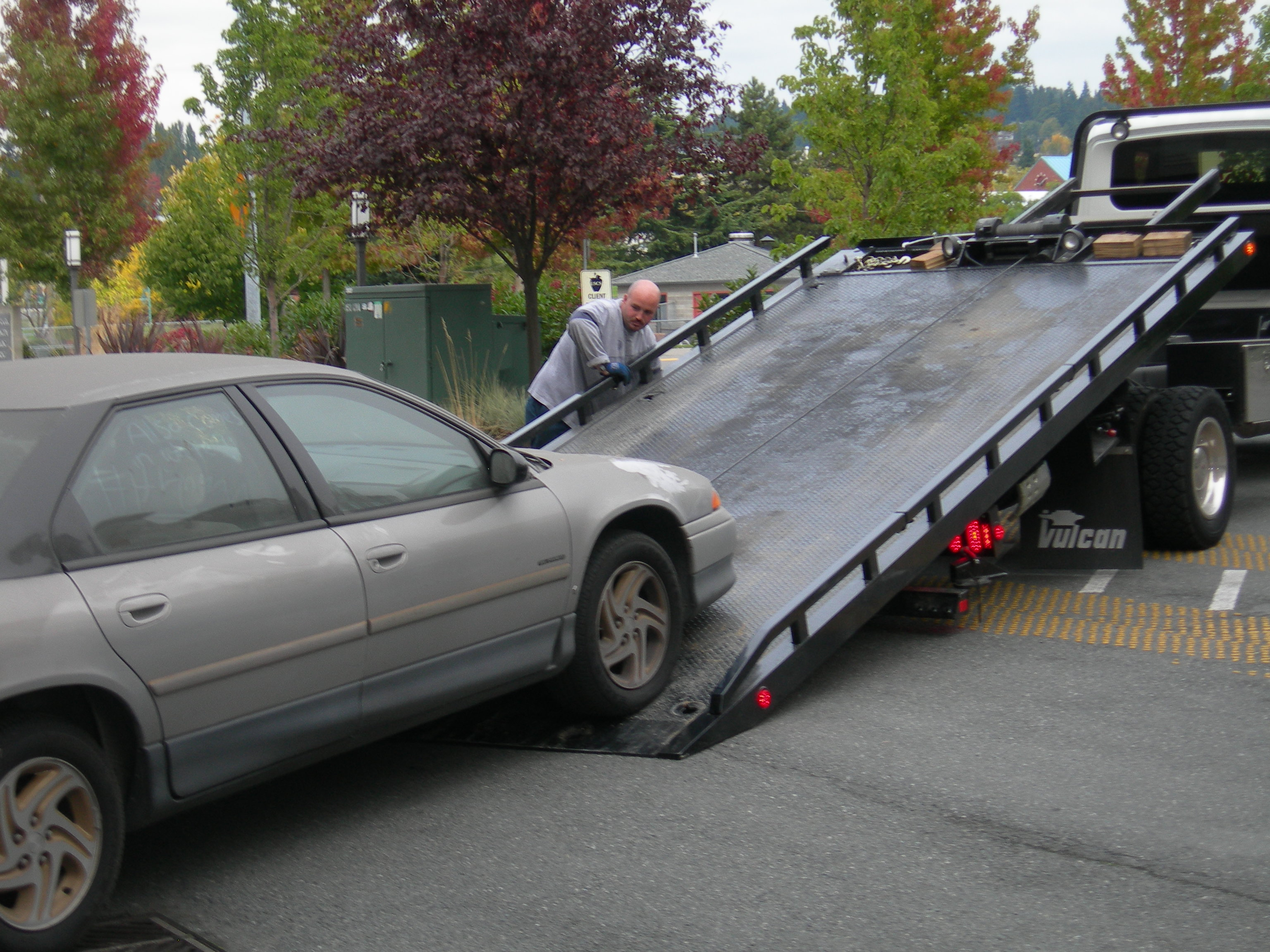
Un carro attrezzi con pianale